# Fritz Steinhaus

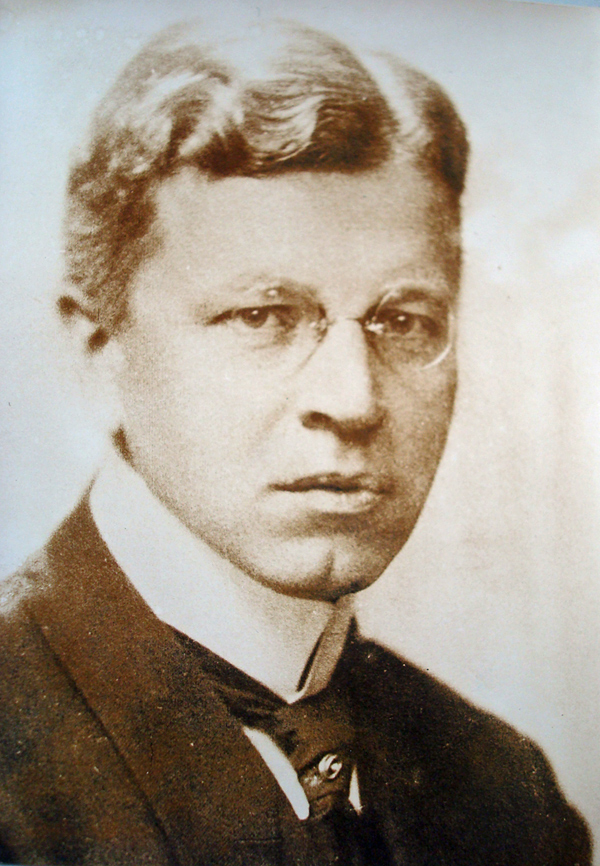
Fritz Steinhaus

Fritz Steinhaus (* 7. Februar 1883 in Gütersloh; † 5. März 1937 ebenda) war ein deutscher Schriftsteller, der sich um die plattdeutsche Mundart verdient machte.

## Leben
Fritz Steinhaus besuchte in seiner Heimatstadt Gütersloh die Altstadtschule (Volksschule) und das Evangelisch Stiftische Gymnasium. In Bielefeld, Leipzig, Gütersloh und Hannover absolvierte er eine Lehre als Buchdrucker und legte 1907 die Meisterprüfung ab. Danach übernahm er jedoch die väterliche Zigarrengroßhandlung in Gütersloh, die heute noch existiert. Zeit seines Lebens unternahm er Geschäftsreisen im norddeutschen Raum und sammelte dabei plattdeutsche Dönkes, Gedichte und Geschichten.

## Veröffentlichungen (Auswahl)
- 1925: Beller ut Gütsels aule Dagen 1825–1925
- 1926: Kiek süh! Dumm Tüg! Dönkes ut'n Ravensbiärgsken un Mönsterlanne
- 1965: Kiek, he liäwet no! Dönkes ut'n Ravensbiärgisken un Münsterlanne, herausgegeben von Lore Hiersemann, Heimatverein Gütersloh
- 1984: Plattdeutsche Hausapotheke für vergnügte Westfalen. Kiek süh! Dönkes ut de aulen Tied